# Soriutu
Soriutu is een bestuurslaag in het regentschap Dompu van de provincie West-Nusa Tenggara, Indonesië. Soriutu telt 3644 inwoners (volkstelling 2010).